# Riceville (Iowa)
Riceville – miasto w Stanach Zjednoczonych, w stanie Iowa, w hrabstwach Howard i Mitchell. Zgodnie ze spisem statystycznym z 2000 roku, miasto liczyło 840 mieszkańców.